# Петрова, Любовь Андреевна
Любовь Андреевна Петрова (Сысоева) (род. 2 августа 1940, село Козино́ Звенигородского района Московской области, СССР) — советский хозяйственный, партийный и государственный деятель, новатор производства, доярка, главный зоотехник совхоза «Звенигородский», секретарь парткома и директор Кунцевской птицефабрики, Первый секретарь Одинцовского районного и городского комитета КПСС в Московской области - совмещая обе должности возглавляла город Одинцово и Одинцовский район Московской области с 1983 по 1986 год.
К 1983 году была членом Московского областного комитета КПСС (МК КПСС) и депутатом Одинцовского районного и городского Советов.
Депутат Верховного Совета РСФСР с 1963 по 1967 годы.
Делегат XXIII, XXIV, XXV, XXVI и XXVII Съездов КПСС.
Член Центральной Ревизионной Комиссии КПСС c 1966 по 1976 годы.

## Биография
Родилась в сельской семье Андрея Сысоева в 1940 году в глубине Подмосковья. После окончания средней школы стала работать в колхозе.
С 1957 по 1961 год — доярка колхоза имени XX партсъезда в Московской области.
С ноября 1961 по 1967 год — доярка, мастер машинного доения коров совхоза «Звенигородский» в Московской области.
Член КПСС с 1961 года, в дальнейшем осуществляла на общественных началах народное представительство в политической власти как депутат Верховного Совета РСФСР (с 1963 по 1967 годы), делегат XXIII, XXIV, XXV, XXVI и XXVII Съездов КПСС, член Центральной Ревизионной Комиссии КПСС (c 1966 по 1976 годы), член Московского областного комитета КПСС (МК КПСС) и депутат Одинцовского районного и городского Советов (к 1983 году), участник международных делегаций.
В 1967 году, совмещая работу с учебой, окончила Всесоюзный сельскохозяйственный институт заочного образования.
С 1967 по 1968 год — главный зоотехник совхоза «Звенигородский» в Московской области.
С 1968 по 1970 год — слушатель Высшей Партийной Школы при ЦК КПСС (предшественницы Московской Высшей Партийной Школы).
С сентября 1970 по 1979 год — секретарь парткома Кунцевской птицефабрики Московской области.
С 1979 по декабрь 1983 года — директор Кунцевской птицефабрики, развивавшейся с 1951 года в тогдашнем городе Кунцево Кунцевского района Московской области, близ села Крылатское, которое в 1960 году было присоединено вместе с городом Кунцево к территории Москвы после расформирования Кунцевского района Московской области из-за расширения границ Москвы. Осуществила перебазирование Кунцевской птицефабрики от растущего московского мегаполиса вглубь Одинцовского района Московской области.
С декабря 1983 по 1986 год — Первый секретарь Одинцовского районного и городского комитета КПСС в Московской области - совмещая обе должности возглавляла город Одинцово и Одинцовский район Московской области. Стала преемницей Валентины Яковлевны Чистяковой, покровительствовавшей ей на протяжении карьеры и руководившей в этой местности более тридцати лет.
Далее вернулась на прежнюю должность директора Кунцевской птицефабрики и позднее вышла на пенсию.

## Награды и звания
— Орден Ленина
— прочие ордена
— медали